# Thecla fabricii
Thecla fabricii är en fjärilsart som beskrevs av Kirby 1871. Thecla fabricii ingår i släktet Thecla och familjen juvelvingar. Inga underarter finns listade i Catalogue of Life.